# Li Mengwen
Li Mengwen (chinois : 李梦雯), née le 28 mars 1995 à Suzhou en Chine, est une footballeuse internationale chinoise qui joue comme arrière droit pour Brighton & Hove Albion.
Elle joue également pour l'équipe nationale de Chine.

## Biographie
Originaire de Suzhou à l'ouest de Shanghai en Chine, Li commence le football à l'âge de 11 ans en 2006 dans le club de sa ville, Suzhou. Trois ans plus tard, elle rejoint le Jiangsu LFC, pour y peaufiner son profil de latérale droite.

### En club

#### Jiangsu LFC (2018-2023)
Li qui joue au Jiangsu LFC depuis 2009, poursuivra sa carrière en intégrant l'équipe senior avec laquelle elle gagne de nombreux titres, un championnat, trois Coupes nationales (2017, 2018 et 2019), deux Coupes de la Ligue (2018 et 2019) et une Supercoupe de Chine (2019).

#### Prêt au Paris Saint-Germain (2022-2023)
Le 2 septembre 2022, elle rejoint le club français du Paris Saint-Germain dans le cadre d'un contrat de prêt d'une saison. Elle retrouve de ce fait son ancien coach, Gérard Prêcheur.

#### Brighton & Hove Albion (2023-)
Le 2 septembre 2023, Li Mengwen quitte son pays natal pour signer à Brighton & Hove Albion

### En sélection
Après avoir jouée pour les catégories jeunes chinoise, Li fait ses débuts en équipe senior pour la Chine le 20 août 2018 lors d'une victoire 16-0 aux Jeux asiatiques contre le Tadjikistan,. En juillet 2021, elle est convoquée dans l'équipe pour les Jeux olympiques de 2020.
En janvier 2022, Li a été convoquée dans l'équipe pour la Coupe d'Asie féminine de l'AFC 2022. Elle a disputé trois matchs dans le tournoi alors que la Chine remportait son neuvième titre continental.

## Vie privée
Le père de Li Mengwen était coureuse de fond. Suivant les traces de son père, elle est une athlète du 400 mètres avant de se concentrer sur le football.

## Statistiques de carrière
| Club                          | Saison            | Ligue               | Ligue  | Ligue | Coupe de France | Coupe de France | LDC    | LDC  | Total  | Total |
| Club                          | Saison            | Division            | Matchs | Buts  | Matchs          | Buts            | Matchs | Buts | Matchs | Buts  |
| ----------------------------- | ----------------- | ------------------- | ------ | ----- | --------------- | --------------- | ------ | ---- | ------ | ----- |
| Paris Saint-Germain (en prêt) | 2022-23           | Division 1 Féminine | 7      | 0     | 0               | 0               | 2      | 0    | 9      | 0     |
| Total de carrière             | Total de carrière | Total de carrière   | sept   | 0     | 0               | 0               | 2      | 0    | 9      | 0     |

### En sélection
| Équipe nationale | Année | Matchs | Buts |
| ---------------- | ----- | ------ | ---- |
| Chine            | 2018  | 1      | 0    |
| Chine            | 2019  | 5      | 0    |
| Chine            | 2020  | 0      | 0    |
| Chine            | 2021  | 4      | 0    |
| Chine            | 2022  | 4      | 0    |
| Chine            | 2023  | 5      | 0    |
| Total            | Total | 19     | 0    |

## Palmarès

### Jiangsu
- Super League féminine chinoise : 2019[4]
- Coupe féminine de Chine : 2017, 2018, 2019 [4]
- Coupe de la Ligue féminine chinoise : 2018, 2019 [4]
- Super Coupe féminine de Chine : 2019 [4]

### Chine
- Médaille d'argent aux Jeux asiatiques : 2018[11]
- Coupe d'Asie féminine de l'AFC : 2022[9]
- Finaliste du championnat EAFF E-1 : 2022[12]